# Preußisches Abgeordnetenhaus

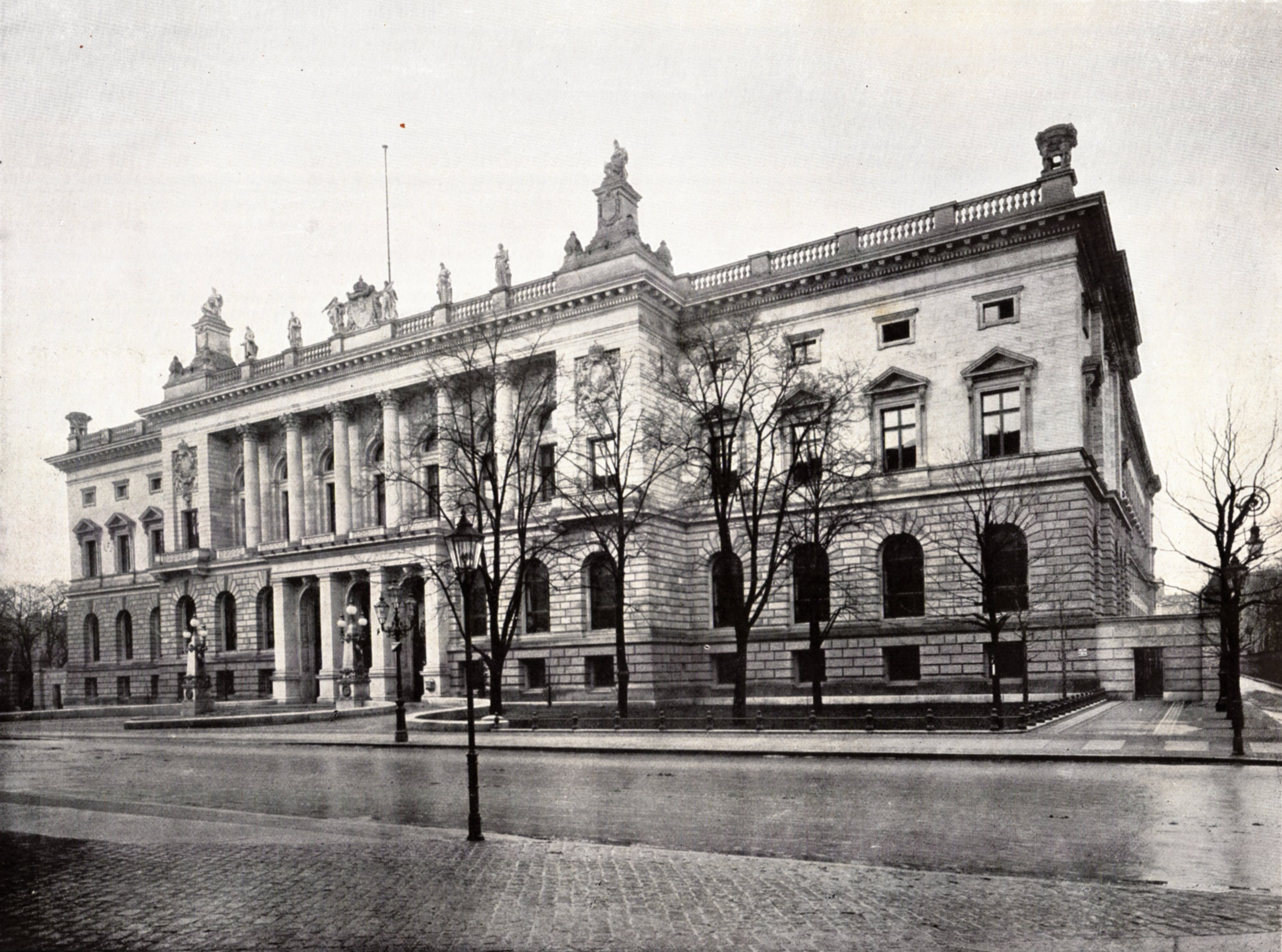
Gebäude des Preußischen Abgeordnetenhauses ab 1899

Das Preußische Abgeordnetenhaus war bis 1918 die nach dem Dreiklassenwahlrecht gewählte Zweite Kammer des Preußischen Landtags neben dem Preußischen Herrenhaus. Es wurde durch die von Friedrich Wilhelm IV. verordnete Preußische Verfassung vom 5. Dezember 1848 eingerichtet. Die Bezeichnung Abgeordnetenhaus wurde 1855 eingeführt. Die Abgeordneten wurden üblicherweise mit dem Namenszusatz MdA bzw. MdPrA, gelegentlich auch MdHdA (Mitglied des Hauses der Abgeordneten), gekennzeichnet.
Im Jahr 1899 zogen die Abgeordneten in einen Neubau für den Landtag in der Prinz-Albrecht-Straße 5/6 ein. Der Gebäudekomplex erstreckte sich bis zur Leipziger Straße, wo 1904 der Neubau des Herrenhauses bezogen werden konnte. Architekt war Friedrich Schulze. Seit mehreren Umbauten in den 1990er Jahren, bei denen zum Teil auch der frühere Zustand wiederhergestellt wurde, beherbergt das Gebäude an der Niederkirchnerstraße das Berliner Abgeordnetenhaus und das an der Leipziger Straße den Bundesrat.

## Wahlrecht

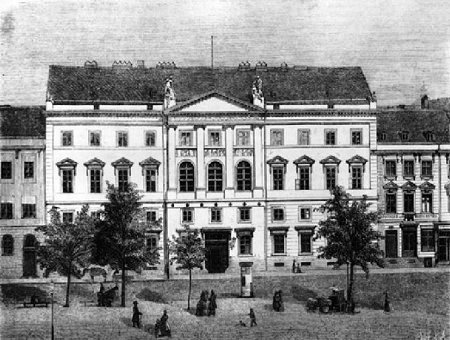
Palais Hardenberg, Sitz des Preußischen Abgeordnetenhauses bis 1899

Die Wahl der Abgeordneten des preußischen Staates erfolgte ab der zweiten Legislaturperiode nach dem Dreiklassenwahlrecht. Das Wahlverfahren war indirekt. Die Wahlberechtigten wählten in der Urwahl – getrennt in drei Klassen – Wahlmänner und diese dann die Abgeordneten ihres Wahlbezirks. Mehrere Versuche, das die Konservativen stark begünstigende Wahlrecht zu reformieren, wurden vom Herrenhaus abgelehnt. Das Wahlrecht – bei seiner Einführung noch eines der fortschrittlichsten Europas – blieb deshalb bis 1918 relativ unverändert bestehen. Das Abgeordnetenhaus selbst beschloss 1918 noch dessen Abschaffung, die Entscheidung wurde aber durch die Republikgründung hinfällig.
Wahlberechtigt war jeder männliche Preuße ab 24 Jahren, der in einer preußischen Gemeinde seit mindestens sechs Monaten seinen Wohnsitz hatte und nicht durch rechtskräftiges Urteil die bürgerlichen Rechte verloren hatte oder öffentliche Armenunterstützung erhielt. Wählbar zum Abgeordneten war, wer das 30. Lebensjahr vollendet hatte, seit mindestens drei Jahren Preuße war und die bürgerlichen Rechte nicht durch rechtskräftiges Urteil verloren hatte.

## Wahlperioden
Die Wahlperiode (WP) dauert zunächst drei Jahre und wurde, wie die des Reichstags, 1888 auf fünf Jahre verlängert. Das Abgeordnetenhaus wurde jedoch mehrfach vorzeitig vom König aufgelöst: Zunächst in der 1. WP am 27. April 1849, dann in der 6. WP am 11. März 1862, in der 7. WP am 2. September 1863, in der 8. WP am 9. Mai 1866, in der 9. WP am 22. September 1867; in der 11. WP am 5. Oktober 1873, in der 12. WP am 14. Oktober 1876, in der 13. WP am 15. September 1879; die beiden letzten Auflösungen des Abgeordnetenhauses wurden dann erst wieder in der 20. WP am 1. Juni 1908 und in der 21. WP am 7. Mai 1913 angeordnet. Von 1849 bis 1918 gab es 22 Wahlperioden:
| WP    | Datum Urwahlen | Wahl der Abgeordneten | Beginn der Wahlperiode | Ende der Wahlperiode |
| ----- | -------------- | --------------------- | ---------------------- | -------------------- |
| I     |                | 05.02.1849            | 26.02.1849             | 27.04.1849           |
| II    |                | 27.07.1849            | 07.08.1849             | 19.05.1852           |
| III   |                | 03.11.1852            | 29.11.1852             | 03.05.1855           |
| IV    |                | 08.10.1855            | 29.11.1855             | 26.10.1858           |
| V     |                | 23.11.1858            | 12.01.1859             | 05.06.1861           |
| VI    |                | 06.12.1861            | 14.01.1862             | 11.03.1862           |
| VII   |                | 06.05.1862            | 19.05.1862             | 27.05.1863           |
| VIII  |                | 28.10.1863            | 09.11.1863             | 23.02.1866           |
| IX    |                | 03.07.1866            | 05.08.1866             | 24.07.1867           |
| X     | 30.10.1867     | 07.11.1867            | 15.11.1867             | 12.02.1870           |
| XI    | 09.11.1870     | 16.11.1870            | 14.12.1870             | 20.05.1873           |
| XII   | 28.10.1873     | 04.11.1873            | 12.11.1873             | 30.06.1876           |
| XIII  | 20.10.1876     | 27.10.1876            | 12.01.1877             | 21.02.1879           |
| XIV   | 30.09.1879     | 07.10.1879            | 28.10.1879             | 11.05.1882           |
| XV    | 19.10.1882     | 26.10.1882            | 14.11.1882             | 09.05.1885           |
| XVI   | 29.10.1885     | 05.11.1885            | 14.01.1886             | 28.06.1888           |
| XVII  | 30.10.1888     | 09.11.1888            | 14.01.1889             | 05.07.1893           |
| XVIII | 31.10.1893     | 07.11.1893            | 16.01.1894             | 18.05.1898           |
| XIX   | 27.10.1898     | 03.11.1898            | 16.01.1899             | 01.07.1903           |
| XX    | 12.11.1903     | 20.11.1903            | 16.01.1904             | 09.04.1908           |
| XXI   | 03.06.1908     | 16.06.1908            | 26.06.1908             | 07.05.1913           |
| XXII  | 16.05.1913     | 03.06.1913            | 12.06.1913             | 15.11.1918           |

## Zusammensetzung

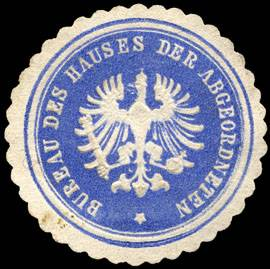
Siegelmarke Bureau des Hauses der Abgeordneten

Die Mitgliederzahl betrug zunächst 350, seit der Eingliederung von Hohenzollern-Sigmaringen und Hohenzollern-Hechingen (1849) 352. Bei den Wahlen von 1855 setzten sich die 352 Sitze im Abgeordnetenhaus, auf die Provinzen bezogen, folgendermaßen zusammen: Preußen erhielt 54 Sitze, Posen 30, Schlesien 66, Brandenburg 45, Pommern 25, Sachsen 38, Westfalen 31 sowie die Rheinprovinz und Sigmaringen 63.
Als Folge der Preußischen Annexionen nach dem Krieg mit Österreich von 1866 stieg die Mitgliederzahl ab der Wahl von 1867 auf 432: Schleswig-Holstein erhielt 18 Abgeordnete, Hannover 36, der Regierungsbezirk Kassel 14 und der Regierungsbezirk Wiesbaden 12, zusammen 80 Abgeordnete. Im Jahr 1876 kam ein zusätzlicher Sitz für das Herzogtum Lauenburg hinzu. 1906 wurde die Mitgliederzahl um zehn Sitze erhöht und betrug von der Wahl 1908 an 443.
Die Mitglieder des Abgeordnetenhauses erhielten eine Abgeordnetenentschädigung, die Mitglieder des Reichstags hingegen bis 1906 nicht. Daher saßen viele Mitglieder des Reichstags auch im Abgeordnetenhaus. 1903 waren 110 Reichstagsabgeordnete zugleich Mitglied im Abgeordnetenhaus und damit fast die Hälfte der 236 preußischen Reichstagsabgeordneten. Nach 1906 sank die Zahl der Doppelmitgliedschaften deutlich, 1913 waren es noch 45.
Ab 1862 gab es im Abgeordnetenhaus eine deutliche liberale Mehrheit. Im preußischen Verfassungskonflikt unterlagen die Liberalen dem mit der Lückentheorie argumentierenden Otto von Bismarck. Nach dem Krieg 1866 spalteten sich von den Liberalen die Nationalliberalen ab. Gemeinsam mit den Konservativen dominierten die Nationalliberalen die preußische Politik bis 1918.
Die Fraktionsstärken (einschließlich Hospitanten) seit 1867, jeweils zum Beginn der Wahlperiode:
|                         | 1867 | 1870    | 1873 | 1876 | 1879    | 1882 | 1885  | 1888  | 1893 | 1898 | 1903 | 1908 | 1913  |
| ----------------------- | ---- | ------- | ---- | ---- | ------- | ---- | ----- | ----- | ---- | ---- | ---- | ---- | ----- |
| Konservative            | 123  | 114     | 9    | 12   | 106     | 116  | 134   | 129   | 142  | 145  | 143  | 151  | 149   |
| Neukonservative         |      | (34) 1) | 25   | 25   |         |      |       |       |      |      |      |      |       |
| Freikonservative        | 54   | 50      | 35   | 34   | 57      | 58   | 62    | 64    | 63   | 58   | 59   | 59   | 53    |
| Zentrum                 |      | 52      | 88   | 88   | 97      | 98   | 100   | 99    | 95   | 100  | 97   | 104  | 103   |
| Nationalliberale        | 97   | 111     | 174  | 175  | 103     | 69   | 70    | 88    | 90   | 73   | 79   | 66   | 73    |
| Liberale Vereinigung    |      |         |      |      | (17) 2) | 20   | 43 3) | 29 3) |      |      |      |      |       |
| Fortschrittspartei      | 45   | 48      | 69   | 67   | 36      | 37   | 43 3) | 29 3) |      |      |      |      |       |
| Freisinnige Volkspartei |      |         |      |      |         |      |       |       | 14   | 24   | 24   | 28   | 41 4) |
| Freisinnige Vereinigung |      |         |      |      |         |      |       |       | 6    | 12   | 9    | 8    | 41 4) |
| SPD                     |      |         |      |      |         |      |       |       |      |      |      | 7    | 10    |
| Polenpartei             | 16   | 19      | 17   | 15   | 19      | 18   | 15    | 15    | 17   | 13   | 13   | 15   | 12    |
| Dänen                   | 2    | 2       | 2    | 2    | 2       | 2    | 2     | 2     | 2    | 2    | 2    | 2    | 2     |
| Rechtes Zentrum         | 24   |         |      |      |         |      |       |       |      |      |      |      |       |
| Linkes Zentrum          | 32   |         |      |      |         |      |       |       |      |      |      |      |       |
| Fraktionslos            | 39   | 36      | 13   | 15   | 13      | 15   | 7     | 7     | 4    | 6    | 7    | 3    |       |
| Total                   | 432  | 432     | 432  | 433  | 433     | 433  | 433   | 433   | 433  | 433  | 433  | 443  | 443   |

```
 
zusammengestellt aus: 
Biographisches Handbuch für das Preußische Abgeordnetenhaus: 1867–1918
```

## Präsidenten
| Amtszeit  | Name                                |
| --------- | ----------------------------------- |
| 1849      | Wilhelm Grabow                      |
| 1849–1855 | Graf Maximilian von Schwerin-Putzar |
| 1855–1858 | Graf Heinrich zu Eulenburg          |
| 1859      | Graf Maximilian von Schwerin-Putzar |
| 1860–1861 | Eduard von Simson                   |
| 1862–1866 | Wilhelm Grabow                      |
| 1866–1873 | Max von Forckenbeck                 |
| 1873–1879 | Rudolf v. Bennigsen                 |
| 1879–1897 | Georg von Köller                    |
| 1898–1911 | Jordan von Kröcher                  |
| 1912      | Hermann Freiherr von Erffa-Wernburg |
| 1913–1918 | Graf Hans von Schwerin-Löwitz       |

## Auflösung 1918
Das preußische Revolutionskabinett aus MSPD und USPD löste das Abgeordnetenhaus auf, und zwar durch Satz 1 der Verordnung vom 15. November 1918 (Pr. GS. 1918, S. 191) auf. Ein Protest des Vizepräsidenten Felix Porsch vom 24. November 1918 war das letzte Lebenszeichen des Abgeordnetenhauses. Das Kabinett berief sich nicht auf die Verfassung, sondern auf eine revolutionäre Legitimation.

## Gebäude

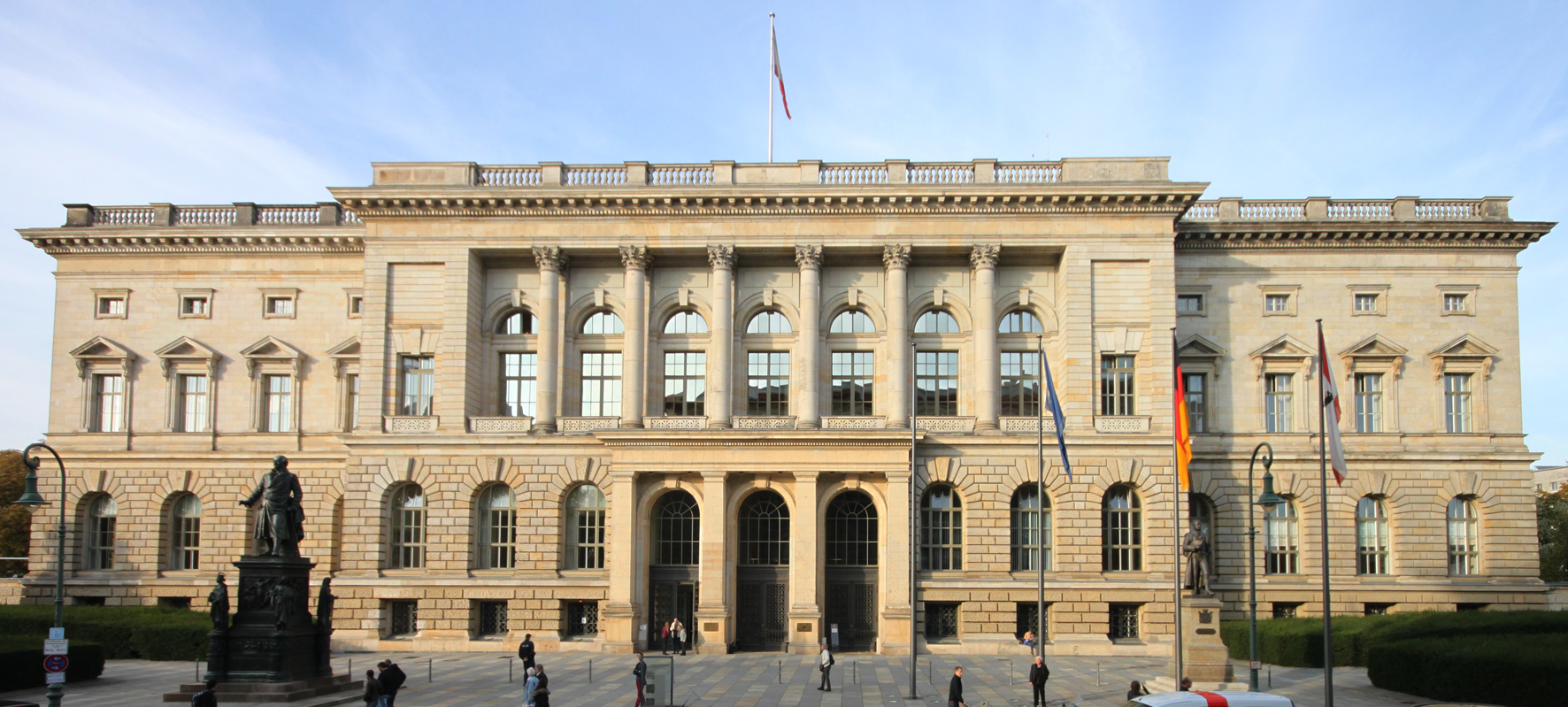
Preußischer Landtag, Sitz des Berliner Abgeordnetenhauses seit 1993

Das Abgeordnetenhaus tagte bis 1899 im Palais Hardenberg. Danach erhielt es ein neues Gebäude. Es wurde nach der Novemberrevolution, durch die Abschaffung des Herrenhauses, zum Sitz des Preußischen Landtags, des Landesparlaments des Freistaates Preußen.
Heute befindet sich in diesem Gebäude das Abgeordnetenhaus von Berlin, das Landesparlament des Bundeslandes Berlin.